# Cicadulina vescula
Cicadulina vescula är en insektsart som beskrevs av Ruppel 1965. Cicadulina vescula ingår i släktet Cicadulina och familjen dvärgstritar. Inga underarter finns listade i Catalogue of Life.